# Wina Born

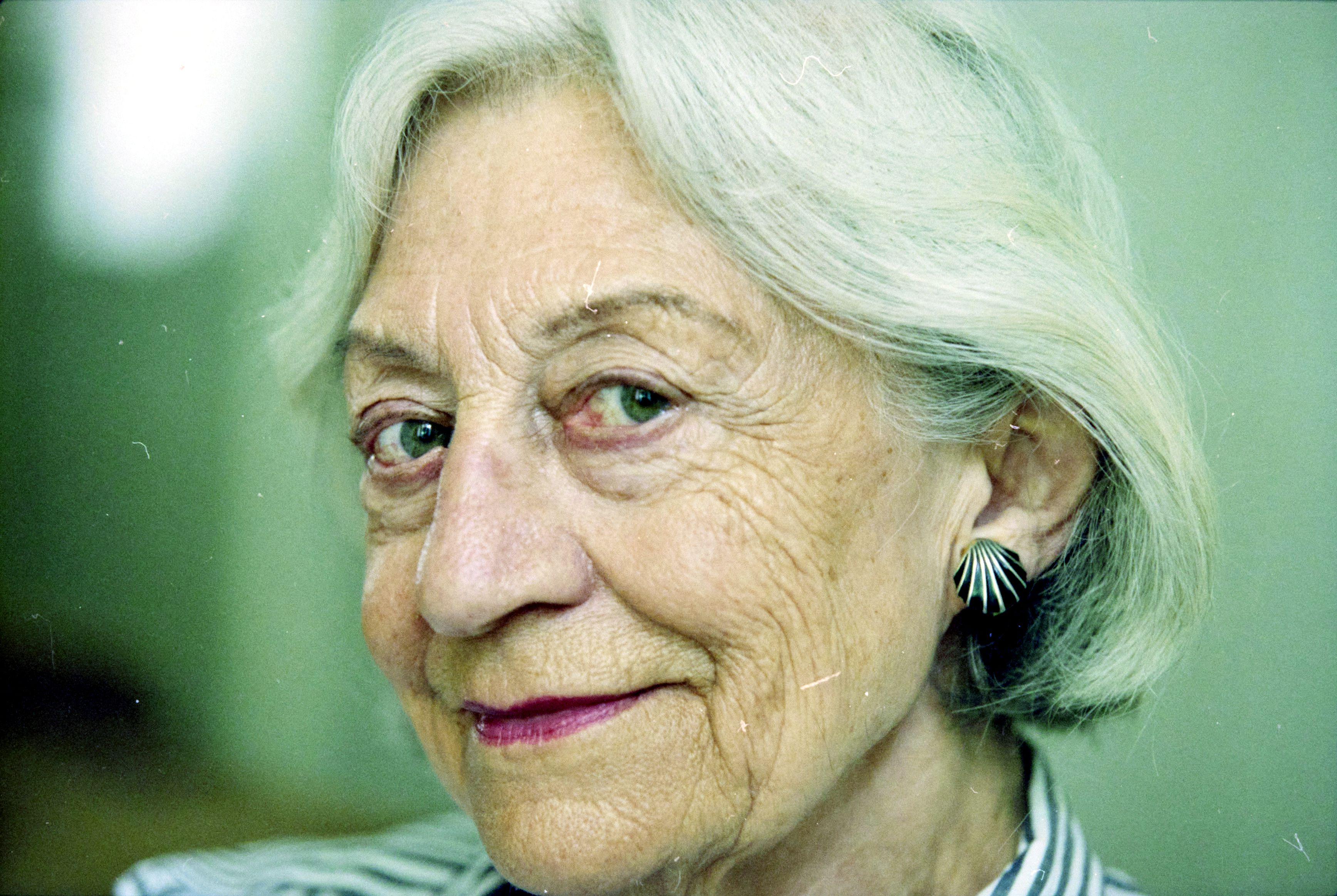
Wina Born in Amsterdam, 1999

Wina Born, geboren als Willy Johanna Meijer (Sliedrecht, 21 augustus 1920 – Amsterdam, 6 augustus 2001), was een Nederlands culinair journalist en werd ook wel "de moeder van de Nederlandse gastronomie" genoemd.

## Leven en werk
In 1949 verschenen haar eerste artikelen, in het toen juist opgerichte maandblad Wijn. In de jaren vijftig had nog vrijwel niemand in Nederland van gastronomie gehoord en in die sobere jaren na de Tweede Wereldoorlog werd er nauwelijks wijn gedronken. Rond 1960 keerde het tij: iedereen dronk weleens wijn, sherry werd populair en de receptenrubriek in het weekblad Margriet verschafte haar landelijke bekendheid. Met echtgenoot Han Born reisde ze het hele land af en liet ze duizenden Nederlanders voor het eerst kennismaken met Franse wijn en kaas. Over haar buitenlandse reizen schreef ze vele reportages, onder meer in het maandblad Avenue, waarvoor ze ook restaurants beoordeelde.
Tussen 1962 en 2000 schreef en vertaalde ze meer dan honderd boeken over wijn en over koken en verleende haar medewerking aan diverse kranten, zoals het Parool en de Telegraaf, en aan vele tijdschriften. Ook leidde ze tussen 1974 en 1994 jaarlijks wijn- en culinaire reizen voor de Stichting voor Academische reizen, onder meer naar Hongarije, Roemenië, Bulgarije en Turkije. Culinaire journalistiek was destijds nieuw voor Nederland, maar in de jaren zestig zette Wina Born de toon. Ze leerde de Nederlandse man en vrouw buitenlandse eetgewoonten kennen en introduceerde enthousiast de mediterrane producten die in de jaren '60 in de winkels verschenen. Ook moedigde ze de Nederlandse huisvrouw aan om niet een vakantie lang de meegebrachte aardappels op tafel te zetten, maar de keuken van het vakantieland uit te proberen. Ze maakte het uit eten gaan tot een populaire recreatieve bezigheid. Koks waren vóór die tijd anonieme werkers in de keuken. Wina Born heeft van restaurantkoks niet alleen kunstenaars, maar ook bekende Nederlanders gemaakt.
Ze werd diverse malen onderscheiden, onder meer in 1968 met de Werumeus Buning-prijs voor culinaire journalistiek. Ze mocht zich sinds 1975 Chevalier dans l'Ordre du Mérite Agricole noemen en sinds 1984 Ridder in de Orde van Oranje-Nassau. Ook kreeg ze de NCCK-ring van de Nederlandse club van chef-koks en de Gastheerschapprijs van de Société des Maîtres d'Hôtel Néerlandais.

## Wina Born-prijs
In 1995 ter gelegenheid van haar 75e verjaardag werd de Wina Born-prijs in het leven geroepen door het Netwerk*. De prijs werd uitgereikt tijdens de Jaarlijkse bijeenkomst van de Nederlandse Stichting Vakopleiding Horeca. Dit is in 2008 overgenomen door het Netwerk in Gastronomie en Gastvrijheid. Een netwerk van vrouwen die – in de ruimste zin van het woord – werkzaam zijn in de Nederlandse gastronomie.
De Wina Born-prijs valt diegene ten deel die de gastronomie toegankelijker heeft gemaakt voor een breed publiek en daarnaast eraan heeft bijgedragen dat eten en drinken in Nederland naar een hoger niveau is getild.
De prijs werd uitgereikt aan Ton Borghouts (1996), Onno Kleyn (1997), Joep Habets (1998), Hubrecht Duijker (1999), Mac van Dinther (2000), Alma Huisken (2002), Henja Schneider (2003), Janny de Moor (2004), Linda Roodenburg (2005), Will Jansen (2008) en Felix Wilbrink (2010).

## Netwerk in Gastronomie en Gastvrijheid
Het Netwerk in Gastronomie en Gastvrijheid is in opgericht 1985 door Ann Shield, directeur van Hilton Amsterdam; Thea Veldhuyzen van Zanten, directeur van Van Kempen en Begeer; Denny Beermann, wijnimporteur van Mathelin-wijnen en Ria van Eijndhoven. Allen vrouwen in leidinggevende functies die op een of andere manier verband houden met de gastronomie. Toen dit netwerk 'levensvatbaar' bleek, is in 1986 aan Wina gevraagd erevoorzitter te worden, wat zij met veel plezier accepteerde en tot het eind van haar leven gebleven is. Het Netwerk vierde op 11 september 2010 zijn 25-jarig bestaan.